# Варнвил (Јужна Каролина)
Варнвил (енгл. Varnville) град је у америчкој савезној држави Јужна Каролина.

## Демографија
По попису из 2010. године број становника је 2.162, што је 88 (4,2%) становника више него 2000. године.
| Група             | 2000.         | 2010.         |
| Белци             | 800 (38,6%)   | 743 (34,4%)   |
| Афроамериканци    | 1.251 (60,3%) | 1.364 (63,1%) |
| Азијати           | 1 (0,0%)      | 18 (0,8%)     |
| Хиспаноамериканци | 15 (0,7%)     | 8 (0,4%)      |
| Укупно            | 2.074         | 2.162         |